# Национальный институт сельскохозяйственных исследований (Франция)
Национальный институт сельскохозяйственных исследований Франции (Institut national de la recherche agronomique, INRA) — государственное французское научно-исследовательское учреждение по сельскохозяйственным наукам. Основано в 1946 году. Подчиняется министерствам высшего образования и научных исследований, и сельского хозяйства. Лидирует в Европе по числу научных публикаций в своей сфере и занимает второе место в мире по этому показателю.